# Battalieba
Battalieba is een gebied in het district Brokopondo in Suriname. Het ligt aan de Boven-Surinamerivier, tussen Pokigron en het Brokopondostuwmeer.
Battalieba is Saramaccaans gebied en omvat stroomafwaarts richting het stuwmeer achtereenvolgens de dorpen Duwatra, Bekiokondre, Baikoetoe, Banafowkondre (allemaal aan de rechteroever) en Pikinpada (linkeroever). Er wonen ongeveer 450 mensen (stand 2021) en er is een school voor 110 kinderen met 11 leerkrachten. Via een zandweg is er aansluiting op de Avobakaweg en daarmee met het noorden van Suriname.